# Горбунов, Сергей Александрович (хоккеист)
Сергей Александрович Горбунов (род. 20 мая 1963, Свердловск) — советский и российский хоккеист, защитник. Мастер спорта СССР. Тренер.

## Биография
Воспитанник свердловской «Юности». В сезоне 1979/80 играл за команду второй лиги «Колос» (Каргаполье). Выступал за свердловские клубы «Автомобилист» (1980/81 — 1984/85, 1987/88 (матч 27 апреля против «Химика»)), СКА (1985/86 — 1986/87), «Луч» (1986/87 — 1989/90). Затем играл за «Молот» Пермь (1990/91), «Россия» Краснокамск (1990/91), «Кедр» Новоуральск (1992/93), РТИ Екатеринбург (1996/97 — 1999/2000).
Чемпион Европы среди юниорских команд 1981. Чемпион мира среди молодёжных команд 1983.
Тренер в екатеринбургском клубе «Юность»/СКА-«Юность».